# Classique Gilbert
Classique Gilbert is een driedelige Belgische sportdocumentaire die de laatste vijf jaar van de carrière van Philippe Gilbert volgt. De documentaire werd uitgezonden van 4 oktober tot 18 oktober 2022.

## Inhoud
De eerste aflevering volt Gilbert in zijn zoektocht naar een vierde en vijfde monument Milaan-San Remo en Parijs-Roubaix en volgt hem sinds 2018. De tweede aflevering gaat over zijn overwinning in Parijs-Roubaix en zijn vierde monument. De laatste aflevering gaat over zijn laatste jaar als renner en het nakende afscheid als profrenner.
Komen aan het woord: Anita en Jeannot Gilbert, Christian Gilbert, Bettina Pesce, Patrick Lefevere, Steven Vrancken, Wilfried Peeters, Tom Boonen, Stéphane Thirion, Tom Steels, Remco Evenepoel, John Lelangue, Eddy Bielen, Wim Van Hoolst, Thor Hushovd, André Greipel, Laurens De Plus, Niki Terpstra, Dries Devenyns, Loïc Vliegen, Fabio Jakobsen, Dirk De Wolf, Tim Declercq, Jan Bakelants, Iljo Keisse, Arnaud De Lie, Axel Merckx, ...

## Afleveringen
| Afl. | Titel                   | Uitzending      |
| ---- | ----------------------- | --------------- |
| 1.   | De droom van de grote 5 | 4 oktober 2022  |
| 2.   | Nummer 4 is binnen      | 11 oktober 2022 |
| 3.   | Het einde is in zicht   | 18 oktober 2022 |